# チェーン・リアクション (1980年の映画)
『チェーン・リアクション』（Chain Reaction）は、1980年のオーストラリア映画である。『Nuclear Run』という題名でも知られている。
公開された当時、当作品の内容は『マッドマックス』、『カサンドラ・クロス』と『チャイナ・シンドローム』を足したようなものと喩えられた。

## ストーリー
オーストラリア大陸の中西部でマグニチュード5.6の地震が発生し、WALDO（Western Atomic Longterm Dumping Organisation
の略称。西部オーストラリア核廃棄物永久処理公団）の核廃棄物処理施設が被害を受け、放射能を帯びた汚染水が漏出する。科学者のハインリックが対応にあたり、彼自身が被曝し命を縮めることとなったものの、最悪の事態は免れた。
汚染水が地下水に流れ込む危険を公表しようとするハインリックだったが、事故を隠蔽しようとするWALDOは彼を監禁する。ケロイド症状を発症しながらも脱出したハインリックは大学時代の仲間ピゴットとイーグルへの連絡を試みる。その後山小屋にたどり着き、そこでラリーとカーメル夫妻に保護される。ラリーはハインリックの状態に驚いてポラロイド写真を撮り、山を下りたところで、ハインリックを抹殺すべく追ってきた、グレイ率いるWALDOの保安チームと出くわした。

## スタッフ
- 監督 - イアン・バリー
- 製作 - デヴィッド・エルフィック
- 脚本 - イアン・バリー
- 撮影 - ラッセル・ボイド
- 音楽 - アンドリュー・トーマス・ウィルソン
- 美術 - グラハム・ウォーカー[4][5]

## キャスト
- ラリー：スティーヴ・ビズレー（吹替：内海賢二）
- カーメル：アーナ＝マリア・ウィンチェスター（吹替：鈴木弘子）
- ハインリック(ハインリッヒの表記も。)：ロス・トンプソン（吹替：金内吉男）
- グレイ：ラルフ・コッテリル（吹替：家弓家正）
- オーツ：パトリック・ウォード(en)
- イーグル：ヒュー・キース・バーン（吹替：小林修）
- ピゴット：リチャード・モイア
- グロリア：ローナ・レスリー[4][5]（吹替：弥永和子）
- 髭を生やしたメカニック：メル・ギブソン（クレジットなし）

吹替その他、大木民夫、上田敏也、藤本譲、増岡弘、島田敏
- 吹替はテレビ朝日『日曜洋画劇場』。